# Индига (посёлок)
И́ндига — посёлок в Заполярном районе Ненецкого автономного округа России, административный центр Тиманского сельсовета. Посёлок находится в пограничной зоне. Недалеко от посёлка планируется строительство одноимённого незамерзающего морского порта, который будет связан с другими регионами России через проектируемую железную дорогу Баренцкомур.

## Этимология
Название посёлок получил от реки И́ндиги, название же реки происходит, возможно, от инд яха — река туманов, или енд яха — река с быстрым течением.

## География
Индига находится в устье реки Индига, при впадении её в Индигскую губу Баренцева моря. Выше по течению Индиги находится посёлок Выучейский. Ближайшая железнодорожная станция — Усинск. Посёлок находится за Полярным кругом.

### Климат
Климат субарктический, с длительной зимой (с конца октября до начала мая) и коротким прохладным летом (в середине июля). Посёлок находится в зоне вечной мерзлоты, в декабре-феврале — полярная ночь. Зима сравнительно мягкая для полярных широт вследствие влияния Баренцева моря, однако весна и осень длительные и холодные, а лето прохладное. Среднесуточная температура переходит через ноль только в первой половине мая, и снова переходит за ноль уже во второй половине октября. Летом длится полярный день, однако всё равно лето холодное, средний максимум июля всего 15 градусов.
| Показатель                                                                      | Янв.  | Фев.  | Март  | Апр.  | Май   | Июнь | Июль | Авг. | Сен. | Окт.  | Нояб. | Дек.  | Год   |
| ------------------------------------------------------------------------------- | ----- | ----- | ----- | ----- | ----- | ---- | ---- | ---- | ---- | ----- | ----- | ----- | ----- |
| Абсолютный максимум, °C                                                         | 2,5   | 2,1   | 5,1   | 14,9  | 23,3  | 29,9 | 31,3 | 29,4 | 23,6 | 15,2  | 7,3   | 2,7   | 31,3  |
| Средний суточный максимум, °C                                                   | −10,8 | −10,6 | −6,4  | −2,3  | 3,3   | 10,8 | 15,4 | 13,1 | 9,1  | 3,0   | −3,8  | −7,5  | 1,1   |
| Средняя температура, °C                                                         | −14,5 | −14,3 | −9,9  | −6,1  | 0,0   | 6,4  | 10,9 | 9,8  | 6,4  | 0,9   | −6,6  | −11   | −2,3  |
| Средний суточный минимум, °C                                                    | −18,4 | −18,3 | −13,8 | −9,9  | −2,6  | 3,3  | 7,7  | 7,2  | 4,2  | −1,3  | −9,6  | −14,6 | −5,5  |
| Абсолютный минимум, °C                                                          | −43,2 | −42,2 | −40,6 | −34,6 | −23,9 | −7,8 | −0,7 | −2,7 | −8,8 | −24,7 | −35,5 | −42,5 | −43,2 |
| Норма осадков, мм                                                               | 25    | 22    | 22    | 20    | 25    | 43   | 43   | 54   | 56   | 53    | 29    | 29    | 420   |
| Источник: Климат Индиги. www.pogodaiklimat.ru. Дата обращения: 18 августа 2021. |       |       |       |       |       |      |      |      |      |       |       |       |       |

## История
Индига была основана мезенскими поморами в XVIII веке. До начала XX века эта территория относилась к Архангельской губернии. В 1929—1959 годах, Индигский сельсовет входил в состав Канино-Тиманского района — административно-территориальной единицы в составе Ненецкого национального округа Архангельской области (до 1936 — Северного края) РСФСР.
9 декабря 2003 года была утверждена гербовая эмблема посёлка Индига (центра сельсовета), утверждённая решением Сессии Совета депутатов муниципального образования «Тиманский сельсовет» от № 9, ставшая основой флага Тиманского сельсовета.
В 2005 году Тиманский сельсовет был включён в состав Заполярного района Ненецкого округа.

## Население
| 2002 | 2010 |
| ---- | ---- |
| 677  | ↘632 |

| Народ                           | Численность, чел. | Доля от указавших национальность, % |
| ------------------------------- | ----------------- | ----------------------------------- |
| Ненцы                           | 339               | 55,12                               |
| Русские                         | 206               | 33,5                                |
| Коми                            | 43                | 7                                   |
| Табасараны                      | 9                 | 1,46                                |
| Украинцы                        | 7                 | 1,14                                |
| Молдаване                       | 6                 | 0,97                                |
| Белорусы                        | 5                 | 0,81                                |
| Всего, указавших национальность | 615               | 100                                 |
| Национальность не указана       | 10                |                                     |

Численность населения посёлка, по данным Всероссийской переписи населения 2010 года, составляла 632 человека. В 1999 году в посёлке проживало 739 человек, в том числе 375 ненцев. Население всего муниципального образования Тиманский сельсовет составляло в 2010 году 947 человек.

## Экономика
В Индиге есть центральная база оленеводческого СПК «Индигский», рыбоприёмный пункт (ликвидирован в 1990-е годы), дом культуры, больница, средняя школа, метеостанция, аэропорт, почтовое отделение.

### Транспорт
Регулярные авиарейсы два раза в неделю, из Нарьян-Мара на самолёте Ан-2 и вертолёте Ми-8 и из Архангельска один раз в неделю в летний период на самолёте Ан-2. Грузы доставляются морем в период навигации из Архангельска.
Согласно Стратегии развития железнодорожного транспорта в Российской Федерации от 17 февраля 2008 года, к 2030 году в Северо-западном федеральном округе России планируется построить участок железной дороги «Сосногорск — Индига» (Баренцкомур).
Устье реки Индига практически не замерзает, имеет достаточную глубину и располагается в непосредственной близости от трассы Северного морского пути, поэтому там планируется строительство крупного грузового порта (Порт Индига), который будет переваливать грузы, поступающие с планируемой железной дороги.
Для строительства незамерзающего глубоководного порта выбрана площадка в районе мыса Румяничный. Председатель совета директоров частной международной инвестиционной группы Корпорация AEON Роман Троценко думает, что строительство может начаться в 2023 году после проведения всех экспертиз, включая экологическую. Ввод порта в эксплуатацию намечается через пять лет после начала строительства.
Также планируется строительство завода по сжижению природного газа и СПГ-порта, куда будет поступать сырьё с Кумжинского месторождения.

## Улицы
- Морская улица.
- Новая улица.
- Оленная улица.
- Речная улица.
- Рыбацкая улица.
- Сельская улица.
- Центральная улица.

## Достопримечательности
Подвесной мост через реку Щелиха, сооружённый в 1997 году.

## Карты
- Индига на Wikimapia. wikimapia.org. Дата обращения: 18 августа 2021.
- Q-39-I,II Индига (2 км). Архивировано из [mapq39.narod.ru/map2/Q-39-01-02.jpg оригинала] 25 декабря 2012 года.
- Индига. Публичная кадастровая карта.